# Cúneo

Localização do cúneo no hemisfério esquerdo do cérebro humano

O cúneo (latim para "cunha"; plural, cunei) é um lobo menor no lobo occipital do cérebro. É limitado anteriormente pelo sulco parieto-occipital e inferiormente pelo sulco calcarino.

## Pesquisa clínica
Além de seu papel tradicional como um local para processamento visual básico, o volume de substância cinzenta no cúneo está associado a um melhor controle inibitório em pacientes com depressão bipolar.
Jogadores patológicos têm maior atividade no fluxo de processamento visual dorsal, incluindo o cúneo, em relação aos controles.